# Ayrton De Pauw
Ayrton De Pauw (* 12. März 1998 in Zottegem) ist ein ehemaliger belgischer Radsportler, der auf die Kurzzeitdisziplinen im Bahnradsport spezialisiert ist.

## Sportliche Laufbahn
Ayrton De Pauw begann seine sportliche Laufbahn als Motocrossfahrer und errang als solcher drei nationale Titel. Mangelnde Trainingsmöglichkeiten und die Kostspieligkeit dieses Sports brachten De Pauw dazu, sich dem Radsport zuzuwenden. Eine Saison lang fuhr er Straßenrennen, bis er sich auf die Kurzzeitdisziplinen auf der Bahn konzentrierte.
Gleich in seinem ersten Jahr auf der Bahn belegte De Pauw Rang drei der belgischen Jugend-Meisterschaft im Sprint, im Jahr darauf wurde er Junioren-Meister im Sprint. 2016 wurde er Junioren-Europameister im 1000-Meter-Zeitfahren und errang drei nationale Junioren-Titel. Er startete auch den UCI-Bahn-Weltmeisterschaften der Junioren 2016, wo er über die 1000 Meter den sechsten Platz in der neuen belgischen Rekordzeit für Junioren von 1:03,129 Minuten belegte.
Im Dezember 2016 wurde De Pauw belgischer Meister der Elite im 1000-Meter-Zeitfahren (die Meisterschaft wird für 2017 gewertet). 2019 beendete er seine sportliche Laufbahn, da er Beruf – er ist Feuerwehrmann – und Sport nicht länger vereinen konnte.

## Diverses
Ayrton De Pauw ist nicht verwandt mit seinem Landsmann, dem Radsportler Moreno De Pauw.

## Erfolge
2015
- Belgischer Junioren-Meister – Sprint

2016
- Junioren-Europameister – 1000-Meter-Zeitfahren
- Junioren-Europameisterschaft – Sprint
- Belgischer Junioren-Meister – Sprint, Keirin, 1000-Meter-Zeitfahren

2017
- Belgischer Meister – Sprint, Keirin, 1000-Meter-Zeitfahren

2018
- Europameisterschaft (U23) – Einerverfolgung, 1000-Meter-Zeitfahren
- Belgischer Meister – Sprint, Keirin

## Teams
- 2016  Isorex Cycling Team
- 2017 Isorex Cycling Team